# Blade II
Blade II ist ein Vampir-Actionfilm aus dem Jahr 2002 des Regisseurs Guillermo del Toro. Der Film basiert auf dem gleichnamigen Marvel Comic und ist die Fortsetzung von Blade aus dem Jahr 1998. Der dritte Teil Blade: Trinity erschien im Jahr 2004. Blade, dargestellt von Wesley Snipes, muss sich in Osteuropa mit seinen Todfeinden verbünden, um die gefährlichen Reaper, eine neuartige Vampirmutation, auszuschalten.

## Handlung
Halbvampir Blade ist auf der Suche nach seinem Gefährten und Mentor Abraham Whistler. Dieser wurde mit dem Vampirvirus infiziert und jahrelang von Vampiren gefoltert und misshandelt (obwohl er sich im ersten Teil erschoss; die Krankheit erhielt ihn am Leben). Als er befreit und wieder geheilt ist, könnte die Jagd nach den Blutsaugern ohne Hindernisse weitergehen, doch nun muss sich Blade einer ganz anderen Gefahr entgegenstellen.
Nomak, der Träger einer neuen Mutation des Vampir-Virus ist, läuft in Prag umher und beißt nicht nur Menschen, sondern auch Vampire, die schließlich ebenfalls zu sogenannten „Reapers“, die mehr wie wilde Tiere erscheinen, mutieren. Das neue Virus breitet sich auf diese Art zunehmend weiter aus. Die Vampire suchen nun den Kontakt zu Blade und bieten ihm eine Zusammenarbeit an. Blade lässt sich schließlich darauf ein. Zwar hat er kein Problem damit, dass Vampire sich gegenseitig vernichten, er fürchtet jedoch, dass die Reaper, wenn die Vampire ausgerottet sind, sich die Menschen als neue Nahrung nehmen.
Gemeinsam mit seinem Gefährten Scud, der für Blade inzwischen die Technik entwirft, und Whistler lässt er sich daher zu Damaskinos, dem Vampirältesten bringen. Es wird beschlossen, dass Blade gemeinsam mit dem sogenannten Bloodpack, einer vampirischen Eliteeinheit, der auch Damaskinos Tochter Nyssa angehört, auf die Jagd nach den Reapern geht. Ursprünglich war diese Einheit dazu ausgebildet worden, um Blade aufzuspüren und zu vernichten.
So vereint machen sie sich auf die Suche nach Nomak. Sie beschließen, an einem Ort zu beginnen, wo sich viele Vampire aufhalten, und begeben sich in das House of Pain, einen Vampir-Nachtclub. Blade scheint das erste Mal Gefühle zu zeigen und freundet sich immer mehr mit Nyssa an. Sie stoßen schließlich auf die Reaper und folgen diesen in ihre Verstecke im Untergrund, wo sie schließlich vernichtet werden können.
Danach kommt es jedoch zu einer bösen Überraschung: Damaskinos hatte die ganze Zeit über ein doppeltes Spiel gespielt. Nomak wurde von den Vampiren selbst erschaffen, denn diese wollten nach Blades Vorbild eine neue Rasse von „Daywalkern“, denen Silber und Sonnenlicht nichts mehr ausmacht, züchten. Die Reaper waren der erste, gescheiterte Versuch, dessen Auswirkungen einzudämmen. Nomak, so stellt sich heraus, war der Sohn von Damaskinos. Nun, da die Gefahr gebannt ist, wollen die Vampire aber Blade selbst haben, da sie denken, dass dessen Blut der Schlüssel zu ihren genetischen Vorhaben ist. Durch Blades Gehilfen Scud, der sich als Familiar, also heimlicher Diener der Vampire herausstellt, gelingt es ihnen, Blade zu überwältigen und zu verschleppen.
Nyssa, die nichts von diesen Plänen wusste und auch keinerlei Wissen über die von ihrem Vater durchgeführten Experimente hatte, zeigt sich schockiert. Ihrem Vater gegenüber äußert sie ihren Missmut, da Blade, obwohl er ihr Gegner ist, sich an die Vereinbarung hielt und sogar ihr Leben gerettet hatte.
Blade und Whistler haben jedoch Nomak zum Hauptquartier der Blutsauger gelockt, der die Verteidiger überrennt und besessen davon ist, denjenigen zu töten, der ihm dieses Schicksal zugefügt hat. Er tötet schließlich Damaskinos und beißt auch seine Schwester Nyssa, die sich gegen ihren Vater gestellt hat. Der von Whistler befreite Blade schafft es am Ende, Nomak zu töten. Die sterbende Nyssa bittet Blade schließlich, sie ins Sonnenlicht zu tragen, bevor sie sich aufgrund des Bisses in einen Reaper verwandeln würde. In seinen Armen zerfällt sie zu Asche und Blade steht wieder allein da.
In der letzten Szene wird der Vampir, den Blade während der Befreiung von Whistler als Gegenleistung für dessen Hilfe am Leben ließ, von ihm in einem Stripclub in London überrascht und zu Asche verwandelt.

## Deutsche Synchronfassung
Die deutsche Synchronbearbeitung entstand bei Film- & Fernseh-Synchron in München. Synchronregie führte Horst Geisler.
| Darsteller         | Deutscher Sprecher    | Rolle               |
| ------------------ | --------------------- | ------------------- |
| Wesley Snipes      | Torsten Michaelis     | Blade / Eric Brooks |
| Kris Kristofferson | Hartmut Becker        | Abraham Whistler    |
| Ron Perlman        | Ekkehardt Belle       | Dieter Reinhardt    |
| Norman Reedus      | Konstantin Graudus    | Scud                |
| Danny John-Jules   | Ole Pfennig           | Asad                |
| Pete Lee-Wilson    | Hans-Georg Panczak    | Blutbank-Doktor     |
| Andrea Miltner     | Marion Hartmann       | Blutbank-Schwester  |
| Karel Roden        | Claus Brockmeyer      | Carter Kounen       |
| Matt Schulze       | Torsten Münchow       | Chupa               |
| Ladislav Beran     | Claus-Peter Damitz    | Drogendealer        |
| Thomas Kretschmann | Thomas Kretschmann    | Eli Damaskinos      |
| Marek Vašut        | Jan Odle              | Golem               |
| Luke Goss          | Jacques Breuer        | Jared Nomak         |
| Leonor Varela      | Carin C. Tietze       | Nyssa Damaskinos    |
| Tony Curran        | Pierre Peters-Arnolds | Priest              |
| Santiago Segura    | Tobias Lelle          | Rush                |
| Donnie Yen         | stumm                 | Snowman             |

Thomas Kretschmann synchronisierte sich in der deutschen Synchronfassung selbst.

## Auszeichnungen
Taurus Awards 2003
- Nominierung für den Taurus Award in der Kategorie Beste Kampfszene
- Nominierung für den Taurus Award in der Kategorie Bester Stunt eines Mannes
- Nominierung für den Taurus Award in der Kategorie Bester Stuntkoordinator

Weitere Awards
- Bogey Award
- ASCAP Award

## Kritik
„Zweiter Teil der Verfilmung einer Comic-Idee, stärker noch als der erste Film bestimmt vom Gemetzel unter Blutsaugern, die zunehmend in digitaler Form stattfinden und damit jeden Horror verlieren. Inhaltlich uninteressant und durch die mit Crack-Süchtigen verglichenen Monster auch ärgerlich.“